# Coquetel BLT

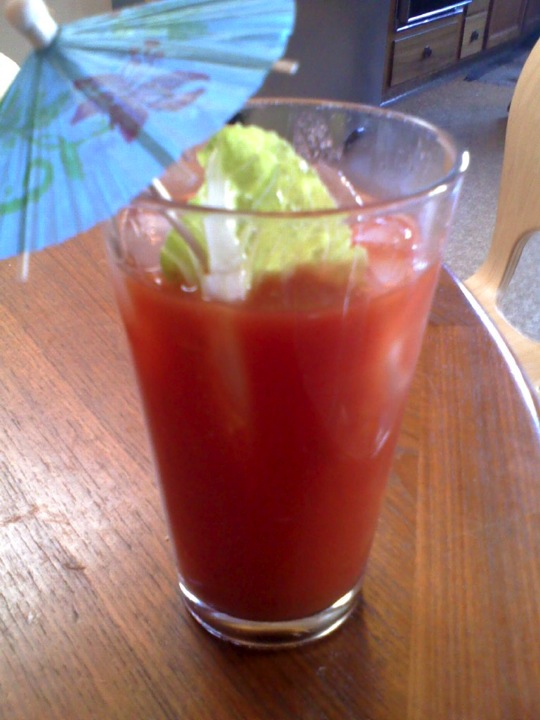
Um coquetel Bloody Mary acompanhado do BLT: bacon, alface e tomate.

Um coquetel BLT (do inglês: BLT cocktail) é um coquetel feito do conteúdo do sanduíche BLT, um importante tipo de refeição comum nos Estados Unidos. Ele leva as iniciais por utilizar os ingredientes bacon, alface (lettuce) e tomate (tomato), que são misturados com uma certa dose de vodka. As variantes deste drink podem incluir a vodka de bacon no lugar da vodka tradicional, onde é substituído o licor pelo alface; a incorporação do sal de bacon; e a adição de pepino na mistura do coquetel.
Tal bebida ganhou grande popularidade nos Estados Unidos a partir do ano de 2009, principalmente nos estados do Colorado, Flórida, Maine, Massachusetts, Missouri, Oregon e Virginia, onde o drink é apreciado constantemente nos bares e conveniências das regiões. Também há notícia da venda dele no Canadá e no Reino Unido.
Frank Bruni, crítico culinário especializado do jornal The New York Times, concedeu uma avaliação favorável ao coquetel BLT feito pelo chefe de cozinha Gordon Ramsay. Uma resenha da agência nova-iorquina Associated Press descreveu-o como "uma bebida completamente alucinante e com um gosto de picadas que reviram seu estômago". Outros peritos no assunto também avaliaram o drink positivamente, como os jornais The Times e The Boston Globe de Londres, e o The Globe and Mail, de Toronto.